# تامی برن (راننده مسابقه)
تامی برن (ایرلندی: Thomas Byrne؛ زادهٔ ۶ مهٔ ۱۹۵۸ در دراهیدا، شهرستان لوث) رانندهٔ سابق مسابقات اتومبیل‌رانی اهل ایرلند است که در فصل ۱۹۸۲ در مجموع در پنج گراند پری از مسابقات جهانی فرمول یک شرکت کرد، اما موفق به کسب هیچ امتیازی نشد.